# Frederik Johannes Hoogewooning
Frederik Johannes Hoogewooning (Amsterdam, 29 januari 1923 – Wassenaar, Waalsdorpervlakte, 8 maart 1945) was een Nederlandse verzetsstrijder tijdens de Tweede Wereldoorlog. Hoogewooning werd door het Bureau Inlichtingen (BI), in de nacht van 30 op 31 december 1944, samen met agent Robbie Mooiweer, in de omgeving van Zwammerdam, boven Zuid-Holland geparachuteerd. Hij verzorgde het radiocontact tussen de spionagegroep Albrecht en het BI in Eindhoven. Zijn radiozender werd uitgepeild. Hij werd op 27 februari 1945 door de Sicherheitsdienst (SD) gearresteerd. Op 8 maart 1945 werd hij, als represaille voor de aanslag op Hanns Albin Rauter, op de Waalsdorpervlakte bij Wassenaar door de SD gefusilleerd.

## Engelandvaarder
Hoogewooning werd in Londen opgeleid tot agent van het Bureau Inlichtingen. Het BI werkte nauw samen met de Engelse Secret Intelligence Service (SIS). Na zijn opleiding tot radiotelegrafist was hij gereed om boven bezet Nederland te worden geparachuteerd.

## Opdracht
Hoogewooning had de opdracht om het radiocontact te verzorgen tussen de spionagegroep Albrecht en het BI in Eindhoven.

## Terug in Nederland
Hoogewooning en Mooiweer werden in de nacht van 30 op 31 december 1944, in de omgeving van Zwammerdam, boven Zuid-Holland geparachuteerd. Ze hadden geld en verbindingsmiddelen voor de spionagegroep Albrecht van het BI meegekregen. Het geld was bestemd om het verzet te financieren. Een klein "ontvangstcomité" bestaande uit leden van de Knokploeg van Boskoop en omgeving zorgde voor de opvang van de agenten. De container maakte een harde landing op het ijs. Als gevolg werd een radioset vernield. De drie overige radiosets bleven intact en waren bestemd voor de spionagegroep Albrecht. Een radioset was bestemd voor het binnenlands berichtenverkeer met het BI in Eindhoven. De andere radiosets waren bestemd om politieke en economische inlichtingen door te seinen naar het BI in Londen.

## Plaats van tewerkstelling
Op 6 januari 1945 richtte Hoogewoning een seinpost in Utrecht in. De seinpost was bestemd om het radiocontact te verzorgen tussen de spionagegroep Albrecht en het BI in Eindhoven. Zes weken lang seinde hij de inlichtingen die door de koeriers van de spionagegroep Albrecht werden aangeleverd door aan het BI. Tijdens de radiocontacten met het BI maakte Hoogewooning gebruik van de codenamen Piet Groeneveld, Lammert, Lammetje en Lambert. Tijdens zijn contacten in het veld gebruikte hij de schuilnaam F.J. Smit.

### Ontdekking en arrestatie
Hoe voorzichtig hij ook te werk ging, zijn radiozender werd uitgepeild. Hij werd op 27 februari 1945 door de SD gearresteerd. Hij werd overgebracht naar het Oranjehotel. Na zware mishandelingen werd hij op 8 maart 1945 een van de gevangenen die als represaille voor de aanslag op Hanns Albin Rauter op de Waalsdorpervlakte door de SD werden gefusilleerd. Hij werd begraven in Heemstede. Toen de grafrechten daar vervielen werden zijn stoffelijke resten overgeplaatst. Op 3 november 2011 werd Hoogewooning met militaire eer herbegraven op het Ereveld Loenen; Vak: A. Graf: 1145.

## Onderscheidingen
Postuum toegekende onderscheidingen:
- Bronzen Leeuw op 30 augustus 1948[2] "Nederland - gedropt als marconist"
- Kruis van Verdienste op 12 november 1947[2] "Nederland - voorbereiden en uitvoeren plan tot ontsnapping uit bezet Nederland en na vele moeilijkheden Engeland bereikt"